# Krummerup Sogn
Krummerup Sogn 
ist eine Kirchspielsgemeinde (dän.: Sogn)
auf der Insel Sjælland im südlichen Dänemark.
Bis 1970 gehörte sie zur Harde Øster Flakkebjerg Herred im damaligen Sorø Amt, danach zur Fuglebjerg Kommune im Vestsjællands Amt, die im Zuge der  Kommunalreform zum 1. Januar 2007 in der Næstved Kommune in der Region Sjælland aufgegangen ist.
Im Kirchspiel leben 466 Einwohner (Stand: 1. Januar 2023).
Im Kirchspiel liegt die Kirche „Krummerup Kirke“.
Nachbargemeinden sind im Norden und Osten Fuglebjerg-Tystrup-Haldagerlille Sogn, im Südosten Førslev Sogn, im Südwesten Hårslev Sogn und im Westen Ting Jellinge Sogn, ferner in der benachbarten Slagelse Kommune im Westen Gimlinge Sogn und im Nordwesten Kirkerup Sogn.